# سلالة بندهارا
سلالة بندهارا هي سلالة حاكمة ملايوية، من نسل بندهارا جوهر أو الوزراء العظام لسلطنة ملقا ثم سلطنة جوهر. أسسها تون حبيب عبد المجيد، والذي سيطر أحفاده جميع أنحاء سلطنة جوهر وأنشأوا بيوت حكم في رياو لينقا وجوهر وفهغ وترغكانو.، بدايةً من ابنه عبد الجليل شاه الرابع.
كانت العائلة في الأصل أعضاء في الطبقة الأرستقراطية، حيث أقامت علاقات زواج قوية مع السلاطين الحاكمين منذ زمن سلطنة ملقا. وبدأ صعود الأسرة كبيت ملكي في أواخر القرن السابع عشر، عندما توفي آخر حاكم لجوهر من سلالة ملقا محمود شاه الثاني دون وريث ذكر.
وكان آخر سلاطين جوهر من سلالة بندهارا السلطان علي إسكندر شاه، ثم خلفهم سلالة تمنغكونغ أو سلاطين جوهر الحديثة، وهم من أحفاد تمنغكونغ عبد الجمال.

## التاريخ
في سلطنة ملقا والعصور الأولى من سلطنة جوهر، كان البندهارا أهم وأعلى منصب إداري، فهو كرئيس الوزراء، ومستشار السلطان، تعيينه من قبل السلطان ورفضه من قبل السلطان، وهو منصب وراثي يُختيار من سلالة بندهارا. بدأ توطيد حكم بندهارا في سلطنة جوهر منذ أواخر القرن السابع عشر في عهد تون حبيب عبد المجيد. عندما توفي محمود شاه الثاني في عام 1699 دون وريث ذكر، وأصبح بندهارا تون عبد الجليل الابن الأكبر لتون حبيب عبد المجيد السلطان التالي لجوهر.
في عام 1717 سيطر زين العابدين - الأخ الأصغر لعبد الجليل شاه الرابع - على ولاية ترغكانو الشرقية. وحصل على الاعتراف كأول سلطان لترغكانو من ابن أخيه سليمان بدر العالم شاه في عام 1725. وفي الوقت نفسه أسس تون عبد المجيد حكم ذاتي في فهغ. وأصبح راجا فهغ. ومع ذلك، استمر ولاؤه للسلطان، على الرغم من ضعف سلطة السلطان الفعلية.
في 17 مارس 1824 أبرم الهولنديون والبريطانيون المعاهدة الأنجلو هولندية، واتفقا على أن سنغافورة وشبه جزيرة ملايو يجب أن تكون تحت النفوذ البريطاني، بينما يقتصر نفوذ الهولنديين على الجزر الواقعة جنوب سنغافورة. أدى توقيع المعاهدة إلى تقويض تماسك سلطنة جوهر، وساهم في ظهور فهغ وجوهر ورياو ولينقا كدول مستقلة. وظلت سلطنة رياو-لينقا الانفصالية تحت النفوذ الهولندي حتى عام 1911.